# Gescheid
Das Gescheid war ein Getreidemaß im südlichen Deutschland, besonders im Fürstentum Hessen. Es war in den Regionen seiner Verwendung fast immer der 64. Teil vom Malter und das Maß wurde sogenannt „gestrichen“ angewendet.
Die Maßkette war allgemein
- 1 Malter = 4 Simmer = 16 Kümpfe = 64 Gescheide = 256 Mäßchen

Die Maße Simmer, Kumpf und Mäßchen sind oft durch regionale Begriffe (Sester, Sechter, Viersel, Metze, Meste …) ersetzbar, aber ihre Anzahl blieb immer in diesem Verhältnis.
Das Maß für 1 Gescheid hing von der Größe des Malters ab und schwankte zwischen 1,7 und 2 Liter.
- Hanau 1 Gescheid = 1/64 × 122,12 Liter = 1,908125 Liter
- Darmstadt 1 Gescheid = 1/64 × 128 Liter = 2,0000 Liter
- Frankfurt am Main 1 Gescheid = 1/64 × 114,729 Liter = 1,79264 Liter
- Mainz 1 Gescheid = 1/64 × 109,387 Liter = 1,709172 Liter

Für Mäßchen wurde auch schon mal ein Viertelgescheid verwendet.
Ausnahme machte das Gescheid in Limburg. Hier hatte der Malter 12 Simmer mit je 8 Gescheid. Hier war der 96. Teil vom Malter zu rechnen.
- Limburg/Lahn 1 Gescheid = 1/96 × 200,022 Liter = 2,0835625 Liter[1]

In Idstein entspricht Malter dem Achtel, ist gegliedert mit 6 Simmer à 8 Gescheid und hat 6686,4 Pariser Kubikzoll.
- Idstein 1 Gescheid = 1/64 × 133,348 Liter = 2,0835625 Liter